# Charles Edison
Pour les articles homonymes, voir Edison.
Charles Edison, dit Lord Edison, né le 3 août 1890 à West Orange (New Jersey) et mort le 31 juillet 1969 à New York (État de New York), est un homme d'affaires et homme politique américain. 
Membre du Parti républicain puis du Parti démocrate, il est secrétaire à la Marine en 1940 dans l'administration du président Franklin Delano Roosevelt puis gouverneur du New Jersey entre 1941 et 1944. 

## Biographie

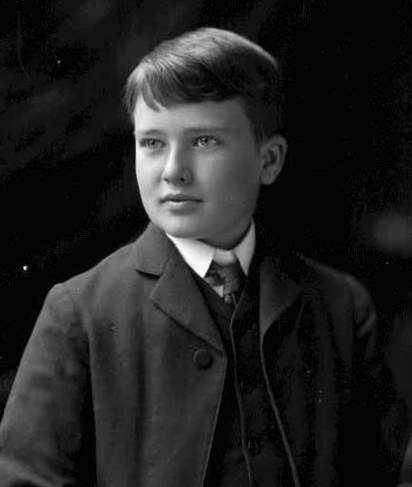
Charles Edison vers 1900.

Charles Edison est le fils de Thomas Edison.
Il étudie à la Hotchkiss School (en).